# Alfons VIII av Kastilien

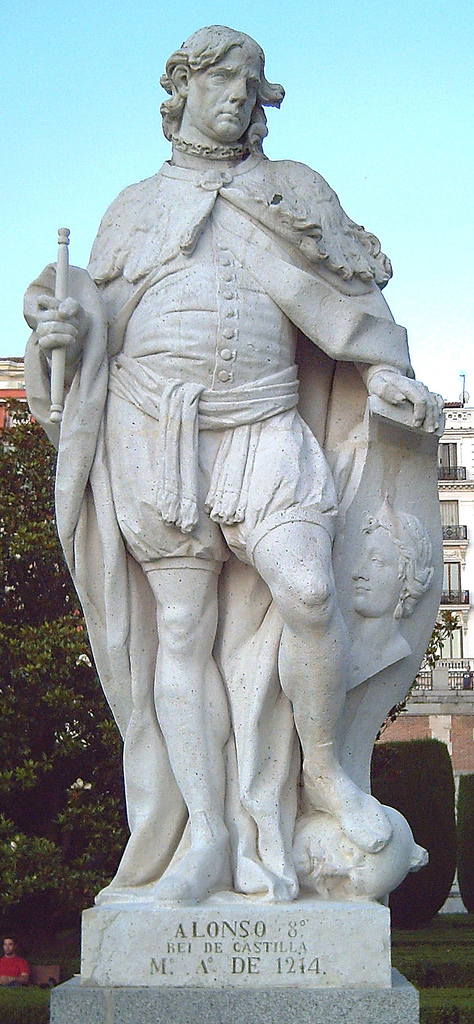
Staty i Madrid av Alfons VIII.

Alfons VIII, född 11 november 1155 i Soria, död 5 oktober 1214 i Gutierre-Muñoz, var kung av Kastilien och son till Sancho III.
År 1187 grundade han, tillsammans med sin maka, Eleonora av England, klostret Las Huelgas som ett nunnekloster med deras ena dotter, Doña Constanza, som abbedissa tillsammans med Doña Maria Sol från det aragonska kungahuset. Klostret hade väldigt stort inflytande, och byggdes även som gravställe åt det kastilianska kungahuset.
Alfons VIII kämpade mot morerna, och ledde en stor armé i slaget vid Las Navas de Tolosa 1212, som bröt deras makt i Spanien. Alfons utvidgade även sitt rike.